# Teke-Sprachen
Die Teke-Sprachen sind eine Sprachgruppe innerhalb der Guthrie-Zone B der Bantusprachen. Sie wird als Guthrie-Zone B70 klassifiziert und enthält zwölf Einzelsprachen, die insgesamt von circa 540.000 Menschen in der Republik Kongo, der Demokratischen Republik Kongo und in Gabun gesprochen werden. 
Die einzelnen Sprachen sind:
- Ngungwel, ca. 45.000 Sprecher in der Republik Kongo
- Tchitchege, ca. 2000 Sprecher in Gabun
- Teke, ca. 203.000 Sprecher in der Demokratischen Republik Kongo und der Republik Kongo
- Teke-Eboo, ca. 20.400 Sprecher in der Republik Kongo und der Demokratischen Republik Kongo
- Teke-Fuumu, ca. 8100 Sprecher in der Republik Kongo
- Teke-Kukuya, ca. 38.800 Sprecher in der Republik Kongo
- Teke-Laali, ca. 2100 Sprecher in der Republik Kongo
- Teke-Nzikou, unbekannte Anzahl Sprecher in der Republik Kongo
- Teke-Tege, ca. 65.000 Sprecher in der Republik Kongo und Gabun
- Teke-Tsaayi, ca. 129.500 Sprecher in der Republik Kongo und Gabun
- Teke-Tyee, ca. 14.400 Sprecher in der Republik Kongo
- Yaka, ca. 10.000 Sprecher in der Republik Kongo